# 켬섬
켬섬은 인천광역시 서구 내륙과 세어도 사이에 있는 작은 무인도 섬이다.

## 지리
| 켬섬과 세어도 |

GPS 좌표는 37°34'40.4"N 126°34'17.1"E(37.577884, 126.571424)이다.

## 같이 보기
- 청라도